# Pseudapanteles lipomeringis
Pseudapanteles lipomeringis är en stekelart som först beskrevs av Muesebeck 1958.  Pseudapanteles lipomeringis ingår i släktet Pseudapanteles och familjen bracksteklar. Inga underarter finns listade i Catalogue of Life.